# Лудвиг фон Бентхайм-Щайнфурт (1812–1890)
Лудвиг Вилхелм фон Бентхайм-Щайнфурт (на немски: Ludwig Wilhelm Fürst zu Bentheim und Steinfurt; * 1 август 1812, Бургщайнфурт; † 28 септември 1890, Бургщайнфурт в Щайнфурт) е 3. княз на Бентхайм-Щайнфурт (3 ноември 1866 – 28 септември 1890), 1862 г. хановерски генерал-майор, 1867 г. пруски генерал-лейтенант, политик в Кралство Хановер, Кралство Прусия и Вюртемберг.

## Произход
Той е най-големият син и главен наследник на княз Алексий Фридрих фон Бентхайм-Щайнфурт (1781 – 1866) и съпругата му принцеса Вилхелмина Каролина Фридерика Мария фон Золмс-Браунфелс (1793 – 1865), дъщеря на княз Вилхелм фон Золмс-Браунфелс (1759 – 1837) и графиня Франциска Августа фон Салм-Грумбах (1771 – 1810). Внук е на княз Лудвиг фон Бентхайм-Щайнфурт (1756 – 1817) и принцеса Юлиана Вилхелмина фон Шлезвиг-Холщайн-Зондербург-Глюксбург (1754 – 1823).

## Фамилия
Лудвиг фон Бентхайм-Щайнфурт се жени в Херлесхаузен на 27 юни 1839 г. за ландграфиня Берта Мария Вилхелмина Каролина Луиза фон Хесен-Филипстал-Бархфелд (* 26 октомври 1818, Херлесхаузен; † 6 май 1888, Бургщайнфурт), дъщеря на ландграф Карл фон Хесен-Филипстал-Бархфелд (1784 – 1854) и първата му съпруга принцеса Августа фон Хоенлое-Ингелфинген (1793 – 1821). Те имат шест деца:
- Аделхайд фон Бентхайм-Щайнфурт (* 17 май 1840; † 31 януари 1880, Бинген), омъжена на 23 август 1879 г. в Бургщайнфурт за принц Вилхелм фон Хесен-Филипстал-Бархфелд (* 3 октомври 1831, Бургщайнфурт; † 17 януари 1890, Ротенбург на Фулда), син на ландграф Карл фон Хесен-Филипстал-Бархфелд (1784 – 1854) и втората му съпруга принцеса София Поликсена Каролина фон Бентхайм-Щайнфурт (1794 – 1873)
- Юлиана Августа Хенриетае Емилиа Шарлота фон Бентхайм-Щайнфурт (* 5 януари 1842; † 29 април 1878), омъжена на 16 август 1873 г. в Бургщайнфурт за принц фон Вилхелм фон Хесен-Филипстал-Бархфелд (* 3 октомври 1831, Бургщайнфурт; † 17 януари 1890, Ротенбург на Фулда), син на ландграф Карл фон Хесен-Филипстал-Бархфелд (1784 – 1854) и втората му съпруга принцеса София Поликсена Каролина фон Бентхайм-Щайнфурт (1794 – 1873)

- Мария Луитгарда Елизабет фон Бентхайм-Щайнфурт (* 26 октомври 1843, Бургщайнфурт; † 22 януари 1931, Витгенщайн), омъжена в Щайнфурт на 16 май 1867 г. за княз Лудвиг фон Зайн-Витгенщайн-Хоенщайн (* 20 ноември 1831; † 6 април 1912), син на княз Александър фон Зайн-Витгенщайн-Хоенщайн (1801 – 1874) и графиня Амалия Луиза фон Бентхайм-Текленбург-Реда (1802 – 1887)
- Алексис фон Бентхайм-Щайнфурт (* 17 ноември 1845, Бургщайнфурт; † 21 януари 1919, Бургщайнфурт), княз на Бентхайм-Щайнфурт, пруски генерал-лейтенант, женен на 7 май 1881 г. в Аролзен за принцеса Паулина фон Валдек-Пирмонт (* 19 октомври 1855; † 3 юли 1925), дъщеря на княз Георг Виктор фон Валдек-Пирмонт (1831 – 1893) и принцеса Хелена фон Насау-Вайлбург (1831 – 1888).
- Карл Вилхелм Алексиус Юлиус Фердинанд фон Бентхайм-Щайнфурт (* 21 февруари 1848, Бургщайнфурт; † 30 март 1854/15 март 1900)
- Георг Фридрих Райнхард фон Бентхайм-Щайнфурт (* 28 юни 1851, Бургщайнфурт; † 28 април 1939), женен на 5 април 1889 г. за Гертруда Порт (* 30 юни 1866; † 16 октомври 1942), издигната на 12 юли 1889 г. на „фрайфрау фон Алтхауз“ от херцог Ернст II фон Саксония-Кобург и Гота. Те имат син Ернст фрайхер фон Алтхауз (1890 – 1946), прочут немски пилот през Първата световна война, полковник-лейтенант на резервата